# Ruby Soho
Dori Elizabeth Prange (Edwardsburg, 9 de janeiro de 1991) é uma lutadora de luta livre profissional americana que atualmente trabalha para a AEW sob o nome de ringue Ruby Soho.
Sob o nome de ringue Heidi Lovelace, ela trabalhou no circuito independente para promoções como Shimmer Women Athletes, Shine Wrestling, Ohio Valley Wrestling (OVW), IWA Mid-South e World Wonder Ring Stardom.

## Carreira na luta profissional

### Circuito independente (2010–2016)
Em 2012, Prange começou a treinar com Billy Roc na academia de Roc. Lovelace fez a sua estréia pela JCW, no evento Arena Chicks at the Gathering!, onde ela derrotou C.J. Lane. Lovelace fez a sua estréia pela Shimmer competindo no Volume 51, fazendo equipe com December em uma perda para Pink Flash Kira e Sweet Cherrie em uma luta de duplas.

#### Ohio Valley Wrestling (2012–2013)
Em 16 de maio de 2012, Prange recebeu um tryout na Ohio Valley Wrestling contra Taeler Hendrix, onde foi derrotada. Prange fez a sua estréia pela promoção sob o nome de ringue Heidi Lovelace em 23 de maio no episódio do OVW episode 666, onde ela foi derrotada por C.J Lane. No episódio de 6 de junho do OVW episode 668, Lovelace foi derrrotada por Epiphany em uma dark match. Lovelace fez sua estréia na televisão em 27 de junho no episódio do OVW episode 671, onde ela competiu em uma luta fatal 4-way, que foi vencida por Hendrix. Em 11 de julho no episódio do OVW episode 673, Lovelace competiu em uma dark match sendo derrotada por Jessie Belle Smothers.
Em 1 de setembro Saturday Night Special da OVW, Lovelace derrotou Hendrix em uma no disqualifications match, conquistando uma futuro oportunidade por título contra ela. Lovelace derrotou Hendrix pelo OVW Women's Championship em 15 de setembro durante um live event em Elizabethtown, Kentucky. Depois de conquistar o Women's Championship, Lovelace conseguiu vitórias sobre várias divas: Jessie Belle Smoothers em 19 de setembro no OVW episode 683, Epiphany em 26 de setembro no OVW episode 684 e Scarlett Bordeaux em 3 de outubro no OVW episode 685. Porém, em 6 de outubro no Saturday Night Special da OVW, Lovelace foi derrotada por Josette Bynum em uma luta sem o título em jogo, o que significou que Bynum receberia uma oportunidade futura pelo título. Em 3 de novembro no Saturday Night Special da OVW, Lovelace defendeu com sucesso seu título contra Josette Bynum e Taeler Hendrix em uma three–way match, depois de fazer o pin sobre Hendrix. Em 14 de novembro no episódio do OVW episode 691, Lovelace perdeu o o Women's Championship para Taryn Terrell depois da árbitra especial Taeler Hendrix custá-la o combate. Em 8 de dezembro na edição do OVW episode 694, Heidi foi derrotada por Jessie Belle Smothers em uma luta que determinava a desafiante número um ao título. Desde janeiro de 2013, Taeler Hendrix recebeu presentes de um admirador secreto que ela achava que era Dylan Bostic ou Ryan Howe. A conclusão dessa história terminou no episódio de 27 de abril da OVW quando Heidi anunciou que ela estava mandando presentes para Hendrix porque ela se importava com a mesma. No episódio de 4 de maio da OVW, Lovelace tentou expressar seu sentimento para Hendrix mas acabou deixando Hendrix confusa. No episódio de 31 de maio da OVW, Lovelace (depois de ter sido informada por Taeler Hendrix que Trina tinha algo contra as duas) confrontou Trina e a desafiou pelo Women's Championship no Saturday Night Special, com Trina aceitando. No dia seguinte no Saturday Night Special da OVW, Trina derrotou Lovelace.

#### Shine Wrestling (2012–2014)
Em 17 de agosto de 2012, foi anunciado que Prange iria fazer sua estréia pela Shine Wrestling no evento de nome Shine 2, sob o nome de ringue Heidi Lovelace. No evento, Lovelace enfrentou as companheiras de OVW Sojournor Bolt e Taeler Hendrix em uma three–way match, que foi vencida por Bolt. Em 16 de novembro, no Shine 5, Lovelace foi derrotada por Sassy Stephie. Em 22 de fevereiro de 2013 no Shine 7, Lovelace foi derrotada por Brittney Savage. Em 24 de maio, Lovelace fez equipe com Luscious Latasha e Solo Darling para enfrentar Sojournor Bolt, Sassy Stephie e Jessie Belle em uma six–women tag team match, na qual seu time foi derrotado. A sequência de derrotas de Lovelace continuou até o Shine 15, quando ela foi derrotada por Mercedes Martinez.
Durante o 'Shine 16' em 24 de janeiro de 2014, sua sequência de derrotas acabou quando ela foi confirmada como a nova integrante da facção "All Star Squad" (ASS) comandada por Daffney, depois de formar equipe com a companheira de ASS, Solo Darling, chamada "The Buddy System" e derrotar S-N-S Express (Sassy Stephie e Jessie Belle Smothers).

#### Chikara (2013–2016)

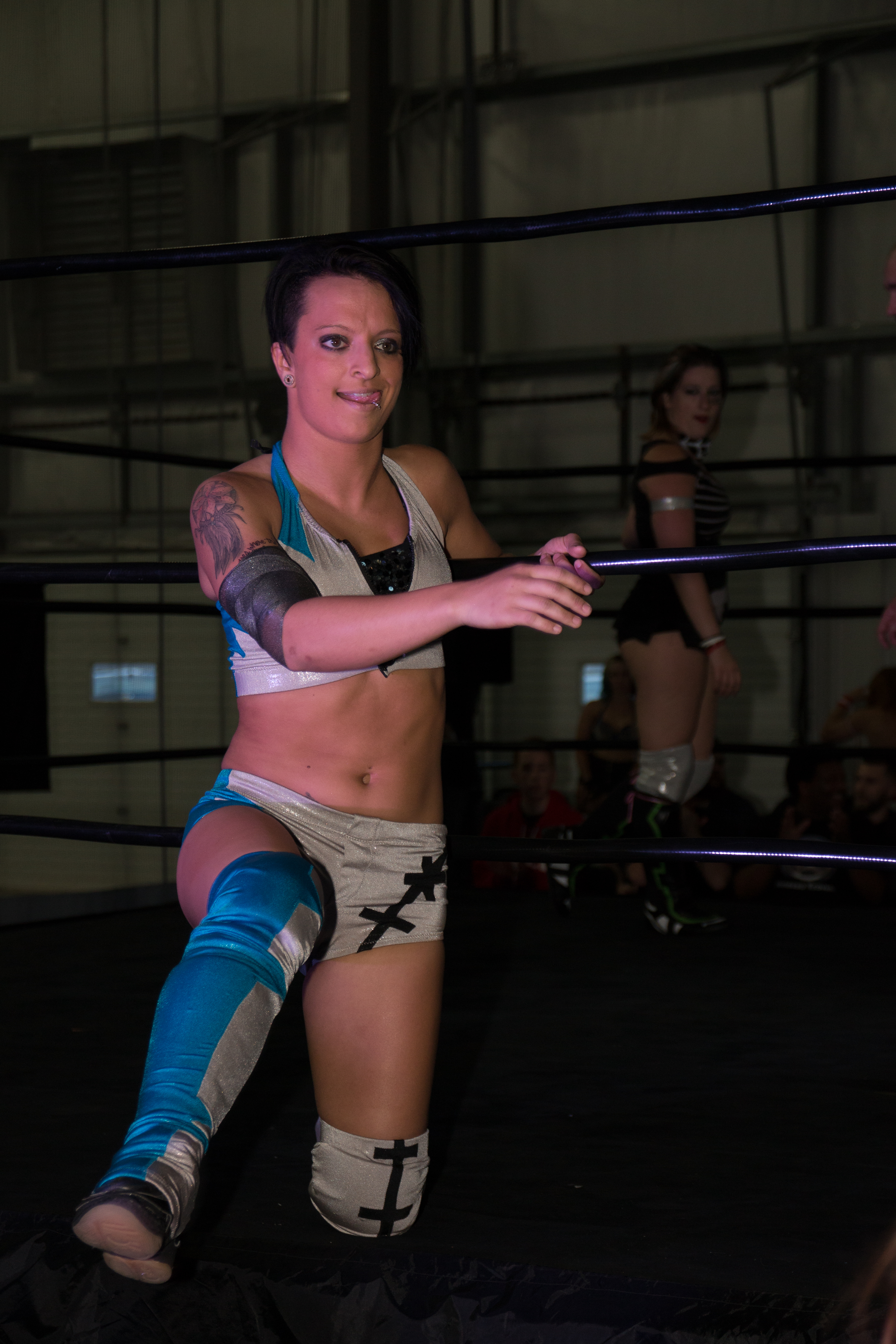
Lovelace em um live event em setembro de 2014.

Em 18 de maio de 2013, Lovelace fez a sua estréia pela Chikara, quando ela e Saturyne entraram no torneio 2013 Tag World Grand Prix. Elas foram, no entanto, eliminadas na primeira rodada por Arik Cannon e Darin Corbin. Em 6 de dezembro de 2014, no pré-show do iPPV Tomorrow Never Dies, Lovelace derrotou Missile Assault Ant na final do torneio para conquistar a Chikara Young Lions Cup. Ela defendeu sua Young Lions Cup múltiplas vezes em 2015, ficando invicta no ano.
Também em 2015, Heidi fez parte do torneio "Challenge of the Immortals", que foi um evento que aconteceu em uma longa temporada no formato round-robin. Ela foi mandada para o time Dasher Hatfield, batizada de "Dasher's Dugout", que também incluiu o companheiro da equipe de Throwbacks de Dasher, "Mr. Touchdown" Mark Angelosetti, e depois o detentor do Chikara Grand Championship, Icarus. Sua equipe liderou em pontos durante boa parte do torneio, devido ao fato de que "Mr. Touchdown" estava trapaceando na final do torneio. Mesmo assim, Dasher e Heidi took fizeram parte da 16-man match do "Tourneo Cibernetico" que encerrou o torneio.
Em 19 de março de 2016, ela recebeu uma oportunidade pelo Chikara Grand Championship contra a também lutadora feminina Princess Kimber Lee em Gibsonville, Carolina do Norte no Mid-Atlantic Sportatorium. Kimber reteve seu título contra Heidi, onde sofreu diversos golpes legítimos no pescoço e resistiu até o fim da luta.

#### Beyond Wrestling (2014–2015)
Ela fez sua primeira aparição no St. Louis Sleeper Cell em 9 de fevereiro de 2014. Depois de ser derrotada por Brian Fury no When Satan Rules His World em 26 de abril de 2015, ela inesperadamente tornou-se vilã no Beyond Wrestling The Real Thing em 31 de maio depois de aplicar um superkick em Kimber Lee após Chris Dickinson ter interferido no combate de Kimber Lee com Shynron, juntando-se assim ao Team Pazuzu. Em um vídeo postado pela Beyond Wrestling em seu canal no YouTube, ela explicou que sua motivação para fazer isso foi o favoritismo mostrado pela promoção para Kimber Lee.

#### World Wonder Ring Stardom (2015)
Em 11 de janeiro de 2015, Lovelace fez a sua estréia no Japão pela promoção World Wonder Ring Stardom, fazendo equipe com Act Yasukawa em uma luta de duplas, onde elas derrotaram Hudson Envy e Kris Wolf. Em 18 de janeiro, Lovelace, Yasukawa e Dragonita foram forçadas a se juntar ao grupo vilão Monster-gun, depois de serem derrotadas por Envy, Wolf e a líder do grupo Kyoko Kimura em uma luta six-woman tag team. Após a adição das novas integrantes, Monster-gun foi renomeado Oedo Tai. Em 8 de fevereiro, Lovelace, Dragonita e Envy desafiaram sem sucesso Heisei-gun (Io Shirai, Mayu Iwatani e Takumi Iroha) pelo Artist of Stardom Championship.

### WWE

#### NXT (2016–2017)
Em 15 de dezembro de 2016, foi reportado que Prange havia assinado com a WWE e seria mandada para o WWE Performance Center. Ela fez sua estréia no ringue em 13 de janeiro em um live event, sendo derrotada por Daria Berenato. Com o nome de ringue Ruby Riot, ela fez sua estréia na televisão em 22 de março no episódio do NXT, atacando Nikki Cross e o resto da SAni†Y, juntamente com Tye Dillinger, No Way Jose e Roderick Strong, que levou a uma luta entre as duas equipes no NXT TakeOver: Orlando, em 1 de abril, onde o time de Riot foi derrotado. Em sua primeira luta individual, que foi ao ar no episódio de 12 de abril do NXT, Riot derrotou Kimberly Frankele com Nikki Cross tentando distraí-la. Na semana seguinte, Cross chamou Riot e uma briga começou. William Regal colocou as duas em um combate, o que novamente gerou uma briga entres as duas que tiveram que ser separadas. No episódio de 3 de maio no NXT, Riot participou de uma battle royal que daria a vencedora uma oportunidade pelo Campeonato Feminino do NXT de Asuka e ficou entre as três últimas, antes de Asuka atacar ela, Cross e Ember Moon, com a luta acabando sem resultado. Após isso, uma luta fatal four-way entre as quatro lutadoras foi marcada para o NXT TakeOver: Chicago, mas Moon foi mais tarde retirada do combate devido á uma lesão legítima. Riot iria ser derrotada no evento após Asuka fazer o pin nela e em Cross simultaneamente. Em 18 de outubro no episódio do NXT, Riot competiu contra Ember Moon e Sonya Deville em uma luta triple threat qualificatória por uma oportunidade pelo título no NXT TakeOver: WarGames, mas não obteve sucesso no combate que foi vencido por Moon. Ela mais tarde competiu contra Sonya Deville no NXT, com Ruby vencendo a primeira luta em 22 de novembro mas perdendo a segunda em 7 de dezembro em uma luta No Holds Barred, que viria a ser sua última luta no NXT depois de entrar para o plantel principal.

#### Riott Squad (2017–2021)
Em 21 de novembro de 2017 no episódio do SmackDown, Riott fez a sua estréia no plantel principal juntamente com Liv Morgan e Sarah Logan como vilãs, atacando ambas Becky Lynch e Naomi. Na mesma noite, elas interromperam uma luta entre a campeã feminina do SmackDown Charlotte Flair e Natalya, e atacaram ambas as lutadoras. Na semana seguinte no SmackDown, Riott (agora com um 'T' adicionado ao seu sobrenome) junto com Morgan e Logan, agora conhecidas como The Riott Squad fizeram suas estreias no ringue do plantel principal, derrotando Charlotte Flair, Natalya e Naomi em uma luta six-woman, com Riott fazendo o pin em Flair. O grupo então sofreu sua primeira derrota, contra Flair e a retornante Naomi, que se lesionou nas semanas anteriores. Em 2 de janeiro de 2018 na edição do SmackDown, Riott anunciou que ela e seu grupo iriam entrar na primeira luta Royal Rumble feminina da história, antes de serem atacadas por Charlotte Flair, Naomi e a retornante Becky Lynch. Em 9 de janeiro no episódio do SmackDown, Riott foi derrotada por Lynch. Em 16 de janeiro no episódio do SmackDown, The Riott Squad derrotou Lynch, Naomi e Flair. No Royal Rumble, Riott entrou como número 15; ela eliminou Vickie Guerrero e Becky Lynch antes de ser eliminada por Nia Jax. Em 30 de janeiro no episódio do SmackDown, Riott, Morgan e Logan interromperam Charlotte Flair durante uma entrevista e depois a atacaram fazendo com que Carmella tentasse executar o cash-in sem sucesso. Em 6 de fevereiro, Liv Morgan foi derrotado por Charlotte Flair em uma luta individual. Em 13 de fevereiro, Sarah Logan também foi derrotada Charlotte Flair. Na semana seguinte, Riott Squad enfrentou Naomi, Becky Lynch e Charlotte Flair com o Riott Squad vencendo após Ruby fazer o pin em Lynch. Mais tarde no SmackDown, foi anunciado que Charlotte Flair iria defender o Campeonato Feminino do SmackDown contra Ruby Riott no Fastlane.
All Elite Wrestling (2021-Presente)
Com novo nome no ringue, Ruby Soho faz sua estréia na AEW, no pay per view All Out, no dia 5 de Setembro de 2021 numa 21 Women's  Cassino Battle Royal para definir a competidora número um para o AEW Women's World Championship, partida na qual ela venceu.

## Outras mídias
Riot fez a sua estréia em um video game no WWE 2K18 como DLC.

## No wrestling
- Movimentos de finalização
  - Como Heidi Lovelace
    - Frog splash[35]
    - Heidi-Can-Rana[7] (Hurricanrana driver)
    - Heidi Ho (Tornado DDT em transição para um snap suplex)[3]
    - Shining wizard[3]

  - Como Ruby Riott/Riot
    -  We Riot (Diving senton)[36]
    - Riot Kick (Wind-up overhead kick)[37][38][39]
- Movimentos secundários
  - Diving double knee drop[7]
  - Ruby-Can-Rana (Diving hurricanrana)[27][30]
  - Enzuigiri, usualmente seguido de um superkick[3]
  - The Love Lock[7] (Body scissors, em transição para o Fujiwara armbar)
- Managers
  - Taryn Terrell
  - Liv Morgan
  - Sarah Logan
- Apelidos
  - "The Sparkplug of the Squared Circle" [7]
  - "Punk Rock Ragdoll/Princess"[1]
- Temas de entrada
  - "Black Sheep" por Metric[40]
  - "The Road Ahead" por Kenny Wootton e Harley Wootton[41]
  - "We Riot" por CFO$[42] (NXT / WWE)[43]

## Título e prêmios
- Absolute Intense Wrestling
  - AIW Women's Championship (1 vez)[44]
- All American Wrestling
  - AAW Heritage Championship (1 vez)[45]
- Alpha-1 Wrestling 

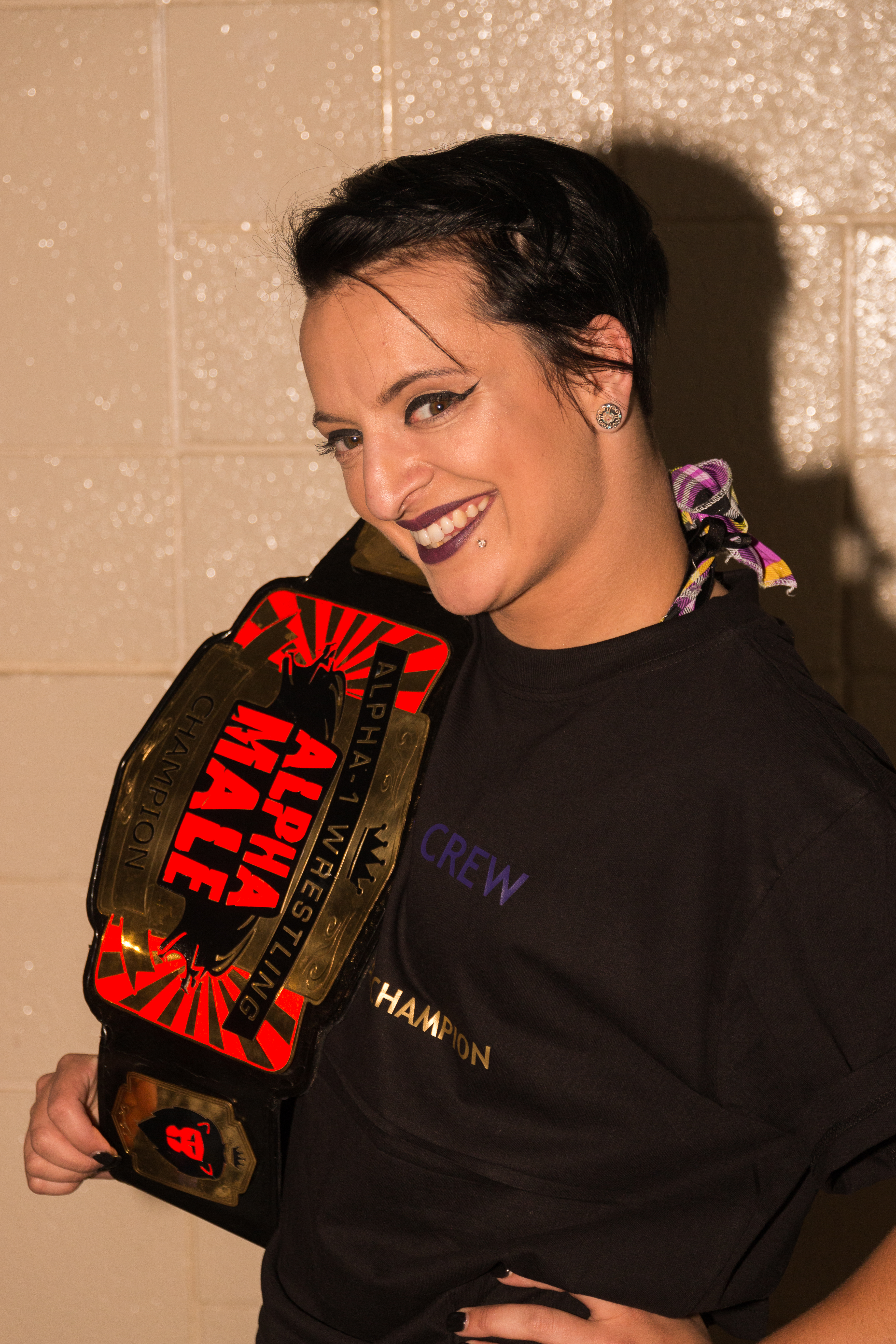
Lovelace posando com o título da Alpha-1, "Alpha Male".

  - A1 Alpha Male Championship (1 vez)[46]
- Channel Islands World Wrestling 
  - World Heavyweight Championship (1 vez)[47]
- Chikara
  - Young Lions Cup XI (1 vez)[15]
- Ohio Valley Wrestling
  - OVW Women's Championship (1 vez)
- Pro Wrestling Illustrated
  - O PWI classificou-a como a 20ª melhor lutadora na PWI Female 50 em 2016.[48]
- Revolution Championship Wrestling
  - RCW Heavyweight Championship (1 vez)[49]
- Shimmer Women Athletes
  - Shimmer Tag Team Championship (1 vez) – com Evie[50]